# Jogtalan elsajátítás
A büntetőjogban a jogtalan elsajátítás a vagyon elleni bűncselekmények, illetve a tulajdon elleni szabálysértések egyike.

## Tényállás
A hatályos magyar jog szerint (Btk. 378.§.) jogtalan elsajátítás vétségét az követi el, aki a talált idegen dolgot eltulajdonítja, avagy 8 nap alatt a hatóságnak vagy annak, aki elvesztette, nem adja át, illetve az aki a véletlenül vagy tévedésből hozzá került idegen dolgot eltulajdonítja vagy nyolc nap alatt nem adja vissza, vétség miatt 1 évig terjedő szabadságvesztéssel büntetendő. 
Minősített esetet valósít meg, aki a jogtalan elsajátítást a kulturális javak körébe tartozó tárgyra vagy régészeti leletre követi el. A büntetés ilyenkor 2 évig terjedő szabadságvesztés.
A hatályos szabálysértési törvény (2012. évi II. törvény) 177.§. szerint aki 50 000 forintot meg nem haladó értékre jogtalan elsajátítást követ el, úgyszintén aki e cselekmény elkövetését megkísérli, szabálysértést követ el. E cselekmény szabálysértési elzárással is büntethető cselekmény.

## Története
A korábban hatályos Btk. (1978. évi IV. törvény) 325. § (1) és (2) bekezdései hasonló rendelkezéseket tartalmaztak. 

## Jellemzői
A jogtalan elsajátítás jogi tárgya a vagyoni viszonyok rendje, ezen belül a tulajdonjog.
Elkövetési tárgya a talált, illetve az elkövetőhöz véletlenül vagy tévedésből kiderült dolog. Találni csakis elveszett, vagyis olyan dolgot lehet, amely nem szándékosan, hanem figyelmetlenségből vagy más egyéb okból került ki a jogosult birtokából, és az elveszítés módja az ismételt birtokbavételt kizárja. Az ilyen dolog nem uratlan, és ezért az eltulajdonítása bűncselekmény.
Véletlenül kerül olyan esetekben az elkövető birtokába a dolog, amikor azt eredetileg nem állt szándékában birtokba venni, de ez mégis bekövetkezett, és ezt az elkövető kihasználja. Tévedésből pedig oly módon, hogy a dolog felett rendelkezni jogosult személy nem tudatosan, de tévesen juttatta oda. Jogtalan elsajátítás mindkét esetben csakis akkor következhet be, ha az elkövető a dolog átvételekor jóhiszemű volt.
Elkövetési magatartás az eltulajdonítás illetve at át vagy vissza nem adás. A talált dolog eltulajdonítása aktív tevékenység, a nyolc napon belüli visszaszolgáltatás elmulasztása passzív, így az előbbinek lehet kísérlete, utóbbinak nem.
A jogtalan elsajátítás szándékos bűncselekmény, gondatlanságból nem követhető el. Tettese az idegen dolog találója illetve tévedésből vagy véletlenül birtoklója lehet.
A kulturális javakra vagy régészeti leletre való elkövetés minősített eset. Azt, hogy mi minősül kulturális javaknak, azt az 1957. évi 14. tvr. útján kihirdetett, a kulturális javak fegyveres összeütközés esetén való védelme tárgyában Hágában, 1954. május 14-én kelt nemzetközi egyezmény I. cikkében meghatározottak tartalmazzák, ideértve a különleges védelem alatt álló kulturális javakat. A kiemelt védelem alatt álló kulturális javakat a jelen egyezmény 2006. évi XXIX. törvénnyel kihirdetett Második Kiegészítő Jegyzőkönyvének 10. cikke határozza meg.
Ha a sértett az elkövető hozzátartozója, a bűncselekmény megánindítványra üldözendő (Btk. 382.§.)

#### Speciális szabályok
Jogtalan elsajátításból származó dolog lehet orgazdaság elkövetési tárgya. Vagyonelkobzást kell elrendelni az orgazdával szemben, ha a vagyon jogtalan elsajátítás tárgyát képezi (BKv. 95.)

### Szabálysértési alakzat
Abban az esetben, ha az elkövetési érték nem haladja meg az 50 000 forintot, a cselekmény szabálysértésnek minősül, mégpedig tulajdon elleni szabálysértésnek, mely akár 1-60 nap közötti szabálysértési elzárással is büntethető. Helyszíni bírság kiszabásának is helye lehet, melyet az erdészeti hatóság arra felhatalmazott ügyintézője, a halászati őr, valamint a mezőőr, a természeti, védett természeti és Natura 2000 területeken a természetvédelmi őr, helyi jelentőségű védett természeti területen az önkormányzati természetvédelmi őr is kiszabhat. Ha az elkövető a sértett hozzátartozója, a szabálysértési eljárásnak csak magánindítványra van helye.
Lényeges, hogy érték-egybefoglalásnak is helye lehet, ha az eljárás alá vont személy jogtalan elsajátítást több alkalommal, legfeljebb 1 éven belül követte el, és ezeket egy eljárásban bírálják el; kivétel, ha az üzletszerű elkövetés állapítható meg.

## Elhatárolás más bűncselekményektől
- Az utcán parkoló közlekedési eszköz nem tekinthető elveszett dolognak, így annak eltulajdonítása lopás (BH 1982.410.) Ugyanez vonatkozik arra a gépkocsira, amely azért áll az utcán, mert azt valaki korábban a tulajdonostól vagy birtokostól jogtalan használat céljából elvette (BH 1989.45.) Lopás az is, ha a tolvaj által mástól elvett és elrejtett dolgot tulajdonítja el valaki.(BH 1992.14.) Ugyancsak lopás az elkóborolt háziállat befogása (BH 1981.8.), ahogy a vadásztársaság rendelkezése alatt álló területen elhullott állat trófeájának eltulajdonítása (BH 1982.411.) Halott személy ingóságai úgyszintén nem elveszett vagy elhagyott dolgok, így ezek eltulajdonítása is lopás (BH 1993.342.)
- Abban az esetben, ha az elkövető nem jóhiszemű, hanem már a dolog átvételekor tudatában van a másik fél tévedésének, de azt el nem oszlatja, vagy éppen erősíti, csalást követ el. Csalás az is, ha a terhelt bérbeadóként - tudva, hogy a bérleti szerződés már megszűnt - a bérlő által tévedésből hosszabb ideig tovább folyósított bérleti díjat átveszi, a sértett tévedését pedig nem oszlatja el (BH 1986.266.).
- Aki jogtalanul eltulajdonítja azt a dolgot, amelyet a találó megőrzés vagy leadás céljából neki átadott, sikkasztást követ el.

## Külső hivatkozások
- Nemzeti Jogszabálytár